# Robotique de rééducation
La robotique de rééducation est le domaine de la recherche et de la médecine qui cherche à utiliser des robots comme outils de rééducation de fonctions motrices et/ou cognitives. Ce champ d'étude est consacré à la compréhension et à l'amélioration d'une rééducation assistée par un ou plusieurs dispositifs robotiques ; il s'agit ici d'assister ou compenser ou provisoirement remplacer certaines fonctions sensorimotrices (par exemple liées aux bras, main,, jambe, poignet, cheville…). Il s'agit aussi de développer des dispositifs d'assistance à l'entraînement thérapeutique et d'évaluation des performances sensorimotrices (capacité à bouger) du patient.
Ici, les robots sont surtout utilisés comme outils thérapeutiques de rééducation, et non comme appareils d'assistance ou prothèses permanentes,.
Des orthèses motorisées peuvent aussi être conçues pour fonctionner en coopération avec le corps intact, afin de l'aider à contrôler ses mouvements.
La robotique de rééducation est généralement bien tolérée par les patients. C'est un complément efficace aux thérapies utilisées chez les personnes souffrant de déficiences motrices, notamment dues à un accident vasculaire cérébral.

## Aperçu
La robotique de réadaptation est l'un des aspects, spécifique, du génie biomédical, de la réadaptation numérique et une partie de l'interaction homme-robot. Dans ce domaine, cliniciens, thérapeutes et ingénieurs collaborent pour aider à la réadaptation des patients.
Il existe déjà des expérimentations de robots utilisés pour :
- la réadaptation physique (Bertani et al., 2017)[11] ; Kim et al. (2917)[11],[12] ; Morone et al.(2017)[13] ; Veerbeek et al. (2017)[14] ;
- la réadaptation cognitive[15] ; qui vise des patients spécifiques (ex. : enfants atteints de Troubles du spectre autistique (Pennisi et al., 2016)[16],[17] (qui ont souvent un intérêt spontané pour les robots et les jouets robotiques)[18],[19], d'enfants dyslexiques[20] ou des adultes plus âgés (Mewborn et al. (2017) 10.1007/S11065-017-9350-8 ; Mois et al. (2020)[21],[22].

## Histoire
Une Conférence internationale sur la robotique de réadaptation a lieu tous les deux ans, depuis 1989. Celle de 2019 à eu lieu à Toronto, dans le cadre de la RehabWeek[réf. nécessaire].
La robotique de rééducation a été introduite à la toute fin du XXe siècle pour aider des patients souffrant de troubles neurologiques et leurs thérapeutes. Ces premiers robots de rééducation notamment ont aidé des personnes souffrant de troubles du système nerveux à reconnaître des objets par le toucher.
Des robots de rééducation ont ensuite aussi utilisés dans le processus de récupération des patients handicapés en position debout, en équilibre et en situation de marche.
Certains ont ensuite été également conçus pour suivre le rythme de travail et de récupération de la personne handicapée ; certains intègrent la réalité virtuelle, et ils pourraient peu à peu intégrer l'intelligence artificielle et à la fois être des robots d'assistance et de rééducation.
Dans les pays qui sont en phase de vieillissement de la population, alors que les services de réadaptation se multiplient, les thérapies réparatrices destinées aux personnes âgées sont de plus en plus demandées ; elles peuvent aussi bénéficier de ce type de robotique.

## Fonction
Le robot de rééducation est conçu pour - dans le mesure du possible - tenir compte du niveau d'adaptabilité et des progrès (ou régressions) du patient.
Il aide ce dernier à faire des exercices actifs assistés, des exercices actifs contraints, des exercices résistifs actifs, des exercices passifs et des exercices adaptatifs.
Lors d'un exercice actif assisté, le patient bouge par exemple sa main dans une trajectoire prédétermée, et sans qu'aucune force ne la pousse ; alors que l'exercice actif contraint guidera le mouvement du bras s'il n'est pas conforme à l'exercice. L'exercice de résistance actif est un mouvement réalisé « contre » une force opposée[réf. nécessaire].
Avec les années, le nombre de robots de rééducation a augmenté, mais lentement, en raison des contraintes imposées par les protocoles d'essais cliniques. La robotique médicale et de rééducation est maintenant (années 2000) cependant de plus en plus utilisée pour la formation médicale, en chirurgie (chirurgie à distance notamment) et dans d'autres domaines ; parfois avec des reproches ou des plaintes concernant les robots autonomes (non asservis à une télécommande) associés à des risques de sécurité, de cybersécurité ou à un sentiment de malaise chez le patient. En termes juridiques et d'éthique médicale : est-il éthique de permettre à un robot de prendre des décisions susceptibles d'éventuellement affecter la santé et/ou le bien-être d'un patient ? En cas d'accident avec un robot autonome, qu'elle est la part de responsabilité du robot, du fabricant, du détenteur, de l’opérateur ou du patient ?
Avantages : le robot ne se lasse pas ; il soulage de thérapeute d'une partie de ses efforts physiques ; le processus ou l'exercice peuvent être répétés aussi souvent que nécessaire. Le robot peut mémoriser et fournir des mesures exactes d'amélioration ou de déclin des résultats du patient grâce aux capteurs de l'appareil. Le robot de rééducation ne remplace pas un thérapeute expérimenté.
Le robot industriel classique est conçu pour des taches précises et répétitives. Le robot de rééducation doit, lui, être réglables, finement adaptable et programmable pour répondre à des besoins divers et évoluant dans le temps.

## Intérêts de la robotique de rééducation
En Espagne par exemple, le nombre de personnes handicapées (et en perte d'autonomie) nécessitant de l'aide croît avec le vieillissement de la population.
Dans ce contexte, le robot de rééducation a gagné en popularité, car à coût acceptable, il aide notamment les victimes d'AVC, avec des méthodes de facilitation neuromusculaire proprioceptive.
Le robot (pneumatique ou autre) aide les personnes ayant subi un accident vasculaire cérébral ou toute autre accident ou maladie ayant provoqué certains troubles moteurs.
La « thérapie par le miroir » utilise un miroir pour créer l'illusion (tromper le cerveau) qu’un mouvement a eu lieu sans douleur, ou pour créer un retour visuel positif d’un mouvement du membre affecté.

Une étude (2018) sur une thérapie de ce type, mais associant la réalité virtuelle et la robotique pour tout type de pathologie a conclu que : 1) Une grande partie de la recherche sur la thérapie par le miroir de deuxième génération est de très mauvaise qualité ; 2) Il manque des justifications fondées sur des données probantes pour mener de telles études ; 3) Il n'est pas pertinent de recommander aux professionnels et aux institutions de réadaptation d'investir dans de tels dispositifs.

## Types de robots
Certains appareils visent à restaurer la force et d'autres à réapprendre le contrôle fin des mouvements. D'autres encore peuvent réunir ces deux objectifs (ex. : robot Armeo® pour la rééducation des membres supérieurs après un AVC ou une blessure ; robot Lokomat® et robot GaitTrainer® pour la rééducation de la marche après un AVC ou une blessure…).
Deux grands types de robots sont utilisés pour la rééducation, avec chacun des avantages et limites :
Les robots basés sur des effecteurs terminaux, plus rapides à mettre en place, parfois portables, et plus adaptables.
Les exosquelettes, offrent une isolation articulaire plus précise, mais sont plus couteux et difficiles à adapter à des tailles et morphologies variées. Ils peuvent faciliter la rééducation de membres ou des mains, et parfois grandement améliorer l'autonomie du patient.

## Domaines de recherche actuels
Les exosquelettes de rééducation pourraient bénéficier des nombreux travaux en cours sur divers types d'exosquelettes.
Certains roboticiens de ce domaine tentent de mieux tirer parti de la neuroplasticité du cerveau humain pour améliorer le réapprentissage du contrôle du mouvement, ce qui implique parfois d'augmenter progressivement l'intensité et/ou la répétition d'un exercice.
Au XXIe siècle, la recherche sur la thérapie assistée par robot, pour les exercices d’entraînement cérébral, notamment de patients victimes d'AVC s'est beaucoup développée, avec l'espoir d'une thérapie moins chère et plus efficace.
C'est la rééducation post accident vasculaire cérébral qui a été la plus étudiée, en raison de sa prévalence en Amérique du Nord, mais la robotique de rééducation peut aussi bénéficier aux personnes (enfants y compris) atteintes de paralysie cérébrale ou à celles qui se remettent une chirurgie orthopédique.
Un avantage supplémentaire de ce type de thérapie robotique adaptative est une diminution marquée de la spasticité et une amélioration du tonus musculaire du membre affecté. Différentes orientations spatiales du robot permettent des exercices allant de mouvements horizontaux à des mouvements verticaux, et diverses combinaisons dans les trois dimensions.

#### Articles
- (en) Raouf Fareh, Ammar Elsabe, Mohammed Baziyad et Tunajjina Kawser, « Will Your Next Therapist Be a Robot?—A Review of the Advancements in Robotic Upper Extremity Rehabilitation », Sensors, vol. 23, no 11,‎ 25 mai 2023, p. 5054 (ISSN 1424-8220, PMID 37299781, PMCID PMC10255591, DOI 10.3390/s23115054, lire en ligne, consulté le 16 janvier 2024).
- (en) Francesca Gimigliano et al., « Robot-assisted arm therapy in neurological health conditions: rationale and methodology for the evidence synthesis in the CICERONE Italian Consensus Conference », European journal of physical and rehabilitation medicine, vol. 57, no 5,‎ octobre 2021, p. 824-830 (ISSN 1973-9087, e-ISSN 1973-9095, PMID 34128606, DOI 10.23736/S1973-9087.21.07011-8).
- (en) Noriyuki Tejima, « Rehabilitation robotics: a review », Advanced Robotics, vol. 14, no 7,‎ janvier 2001, p. 551–564 (ISSN 0169-1864 et 1568-5535, DOI 10.1163/156855301742003, lire en ligne, consulté le 16 janvier 2024).

#### Ouvrages
- (en) Rory A. Cooper, Rehabilitation Engineering Applied to Mobility and Manipulation, Boca Raton, CRC Press, 1995, 534 p. (ISBN 978-0-3678-0244-8 et 978-0-7503-0343-9, DOI 10.1201/9781420050325, Bibcode 1995ream.book.....C, S2CID 109451557).
- (en) Michael E. Selzer, Stephanie Clarke et Leonardo G. Cohen, Textbook of Neural Repair and Rehabilitation: Medical neurorehabilitation, 2006.